# Tipula (Sinotipula) tesuque
Tipula (Sinotipula) tesuque is een tweevleugelige uit de familie langpootmuggen (Tipulidae). De soort komt voor in het Nearctisch gebied.